# Lo Spagna
Lo Spagna, nome d'arte di Giovanni di Pietro (1470-1480 circa – Spoleto, 1528), è stato un pittore spagnolo, allievo del Perugino.

## Biografia

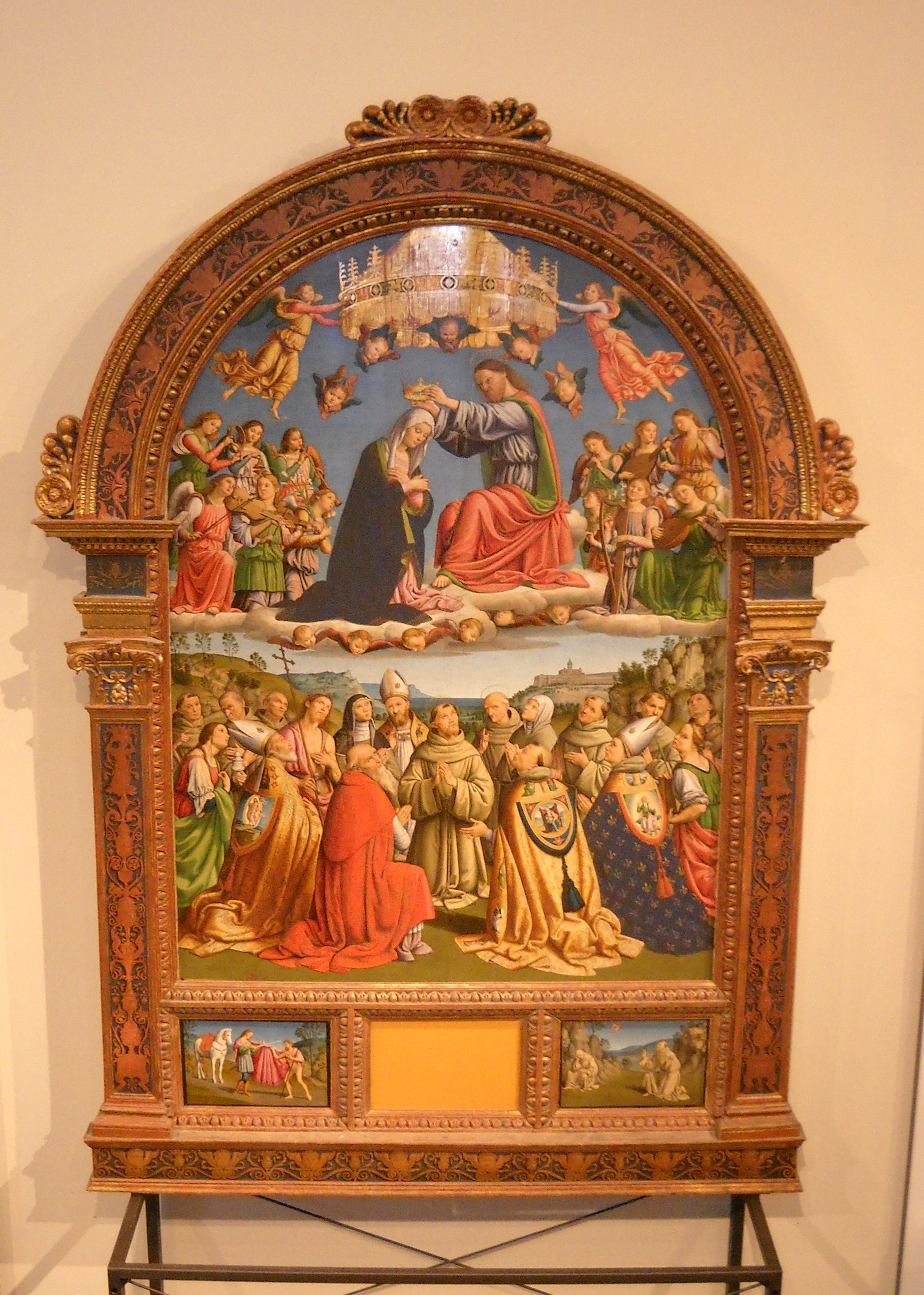
Incoronazione della Vergine, Trevi, Raccolta d'Arte di San Francesco

Nulla vi è di certo sulla data e sul luogo di nascita di Giovanni di Pietro. Il fatto che egli, sin dagli esordi documentati della sua attività, abbia a lungo operato in Umbria lavorando in molte località della regione, e che nella sua opera non si percepiscano influssi della coeva pittura spagnola - all'epoca ancora prevalentemente influenzata da modelli fiamminghi - lascia supporre che lo Spagna si sia formato interamente in ambiente italiano, forse per esservi addirittura nato da un certo Pietro e una famiglia di origine spagnola trasferitasi in Italia in epoca imprecisata. 
In giovane età è preso a lavorare presso la bottega del Perugino a Firenze e si ritiene, ma con molti dubbi, che nel 1470 sia già presente ed attivo nella città di Perugia. Comunque, nel luglio 1502 il pittore è per la prima volta identificato e documentato con certezza a Spello, forse connesso con Pintoricchio e il cantiere della decorazione della Cappella Baglioni nella chiesa di Santa Maria Maggiore. Durante la sua vita gira buona parte dell'Umbria centro-orientale: oltre che a Spello, è documentato a Perugia, Assisi, Campello sul Clitunno, Castel Ritaldi, Gavelli, Scheggino, Todi, Trevi, Visso e a Spoleto, città nella quale sposa la nobildonna Santina Martorelli. Nel 1517 è nominato Capitano delle Arti dei Pittori e degli Orefici e nel 1528 muore a Spoleto, probabilmente in seguito ad una epidemia di peste.

## Opere principali
- Cristo nel Gethsemani (Londra, National Gallery);
- Cristo che porta la croce (Londra, National Gallery);
- L'agonia nel giardino del Gethsemani (Londra, National Gallery);
- Sacra famiglia e santi (New Hampshire, Hood Museum of Art);
- Nascita della Vergine (Parigi, Louvre);
- Natività (Parigi, Louvre);
- Vergine col Bambino (Parigi, Louvre);
- Cristo morto sorretto dalla Vergine e da san Giovanni (Parigi, Louvre);
- San Francesco riceve le stimmate (Parigi, Louvre);
- San Geremia nel deserto (Parigi, Louvre);
- Santa Caterina d'Alessandria (Milano, Museo Poldi Pezzoli);
- Madonna e santi (Roma, Musei Vaticani);
- Epifania (Roma, Musei vaticani);
- Estasi di santa Maria Maddalena (Londra, The Wallace Collection).

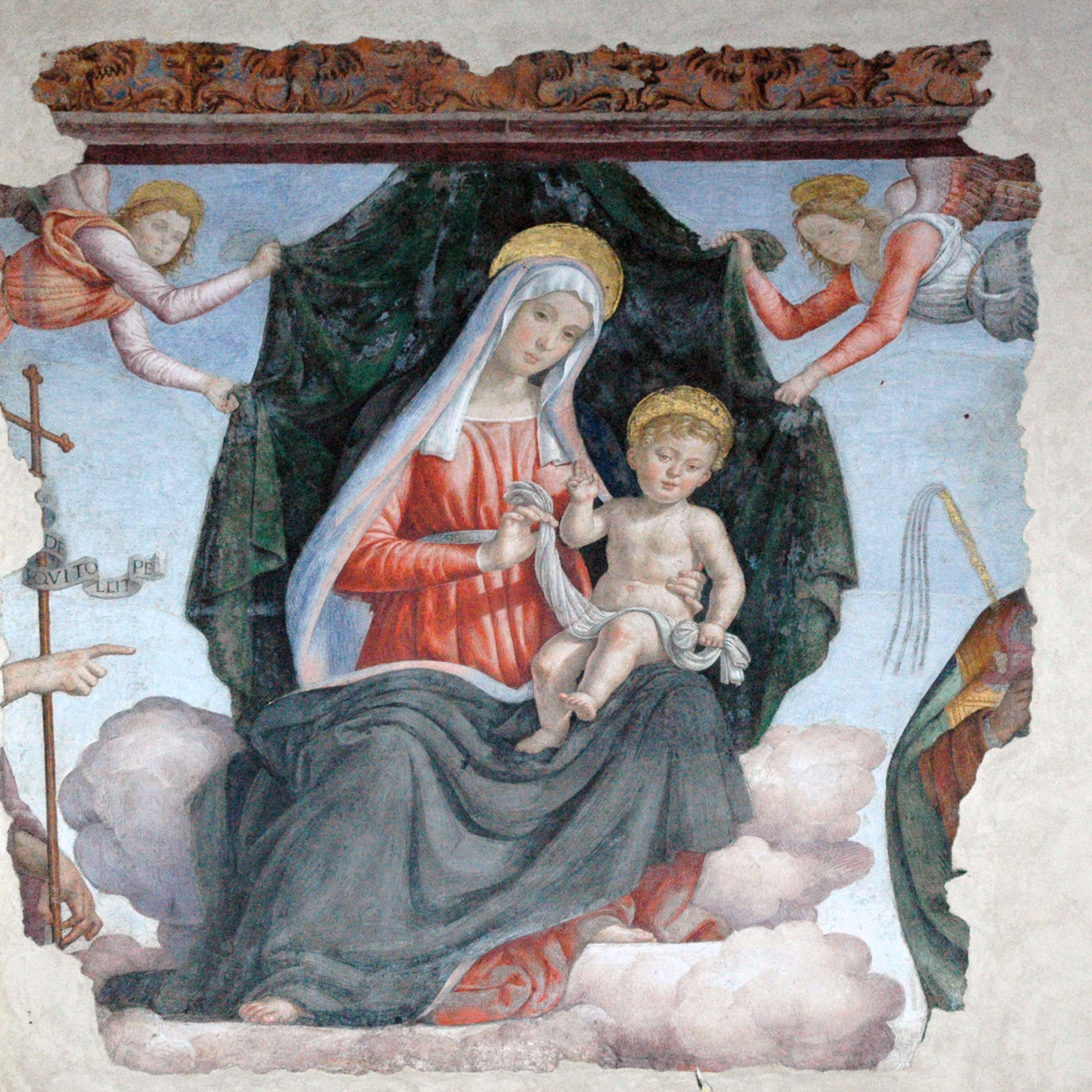
Madonna con Bambino. Spoleto, Chiesa di Sant'Ansano

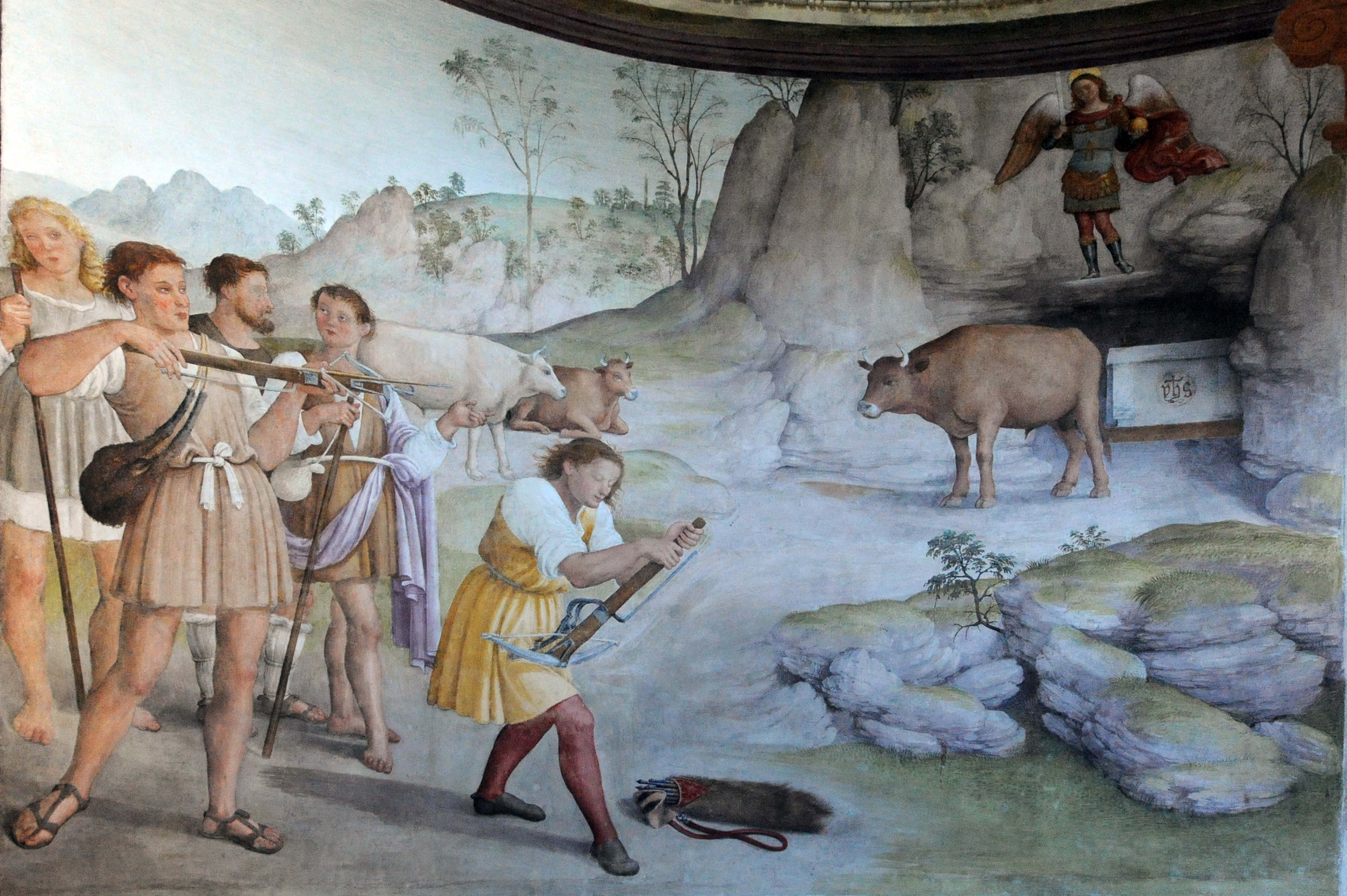
Miracolo del Gargano. Gavelli, Chiesa di San Michele Arcangelo

## Disegni
- Cartone per il Beato Egidio, New York, The Metropolitan Museum of Art[1]
- Studio per San Francesco, New York, The Metropolitan Museum of Art[2]
- Studio per una figura di San Giovanni Battista (Cambridge, The Harvard University Art Museums);
- San Geremia (Chantilly, museo Cop);
- La Vergine in ginocchio a mani giunte (Parigi, Louvre);
- Studio per un uomo nudo (Parigi, Louvre);
- Studio per un vescovo benedicente (Parigi, Louvre);
- Studio per una Vergine inginocchiata (Parigi, Louvre);
- Vergine seduta con Gesù Bambino (Parigi, Louvre);
- Studio per San Giuseppe D'Arimatea (Parigi, Louvre).

## Altre opere
- Todi, Incoronazione della Vergine tra i Santi, Museo Civico
- Spoleto, ex oratorio della confraternita di San Pietro Martire, Chiesa di San Domenico affresco Crocefissione con quattro angeli, San Domenico, la Vergine, la Maddalena e i santi Pietro Martire, Giovanni e Vincenzo Ferrer
- Spoleto, Chiesa di Sant'Ansano affresco Madonna col Bambino e Santi
- Spoleto, Chiesa di San Giacomo, fraz. San Giacomo di Spoleto affreschi vari su tutta la chiesa
- Spoleto, Palazzo Comunale affresco Madonna col bambino fra i SS. Gerolamo, Nicolò da Tolentino, Caterina, Brizio e affresco le Virtù: la Carità, la Clemenza e la Giustizia, tutte già alla Rocca Albornoziana (Spoleto)
- Gavelli, Chiesa di San Michele Arcangelo Miracolo del Gargano
- Assisi, Cappella di S. Caterina presso la basilica di San Francesco
- Assisi, Madonna con Bambino con santi, Museo del Tesoro
- Assisi, Porziuncola presso la basilica di San Francesco
- Campello sul Clitunno, Chiesa della Madonna della Bianca, in località La Bianca
- Terni,  Pinacoteca Civica
- Umbriano, Chiesa del paese
- Trevi, Trasporto di Cristo al sepolcro, Cappella di S. Francesco, Chiesa della Madonna delle Lacrime
- Scheggino, Chiesa di San Nicola, affreschi abside